# Sachi Kagawa
Sachi Kagawa (香川 幸, Kagawa Sachi) was een Japans voetballer die als aanvaller speelde.

## Clubcarrière
Kagawa speelde voor Rijo Shukyu-Dan. Kagawa veroverde er in 1924 en 1925 de Beker van de keizer.

## Japans voetbalelftal
Sachi Kagawa maakte op 17 mei 1925 zijn debuut in het Japans voetbalelftal tijdens een Spelen van het Verre Oosten tegen Filipijnen. Sachi Kagawa debuteerde in 1925 in het Japans nationaal elftal en speelde 2 interlands.

## Statistieken
| Japans voetbalelftal | Japans voetbalelftal | Japans voetbalelftal |
| Jaar                 | Wed.                 | Dlp.                 |
| -------------------- | -------------------- | -------------------- |
| 1925                 | 2                    | 0                    |
| Totaal               | 2                    | 0                    |